# Chirostoma humboldtianum
Chirostoma humboldtianum är en fiskart som först beskrevs av Valenciennes, 1835.  Chirostoma humboldtianum ingår i släktet Chirostoma och familjen Atherinopsidae. Inga underarter finns listade i Catalogue of Life.